# Actinia mediterranea
Actinie rouge, Tomate de mer
Espèce
Synonymes
- Actinia equina mediterranea Schmidt, 1971 (préféré par BioLib)[2]
- Actinia equina mediterranea Schmidt, 1971[1]
- Actinia schmidti Monteiro, Sole-Cava & Thorpe, 1997[1]

Actinia mediterranea est une espèce d’anémones de mer commune dans son aire de distribution, soit la mer Méditerranée ainsi que la partie orientale de l'océan Atlantique comprenant le Portugal et les côtes d'Afrique du Nord.
Du fait de sa grande ressemblance avec sa proche cousine Actinia equina, elles sont souvent confondues et partagent certains noms communs comme celui d’Actinie rouge ou de Tomate de mer.

## Description
Actinia mediterranea est une anémone solitaire fixée aux rochers par la base de son pied cylindrique qui fait office de ventouse. Elle possède un grand nombre de tentacules courts et rétractiles disposés en six rangées concentriques. Le corps mou et lisse est de couleur rouge avec un liseré bleu sombre à la base du pied. Ce liseré la distingue d'Actinia equina mais également par sa taille qui est plus grande 5 à 7 cm contre 3 à 5 cm pour sa cousine.

## Habitat
Elle vit dans la zone intertidale accrochée aux rochers. C'est un animal très tolérant quant aux conditions de vie et ne semble pas souffrir par des variations de marée, de salinité, de température. À marée basse, l'animal rétracte son corps et ses tentacules en une boule compacte, ce qui lui a valu son nom de «tomate de mer».

## Biologie
Cette actinie est benthique et préfère éviter l'exposition à la lumière vive.
Elle est carnivore et capture ses proies la nuit en déployant ses tentacules urticants. Son régime alimentaire se compose essentiellement de zooplancton, de petits poissons et crustacés ainsi que de détritus organiques circulant dans l'eau.
Même si le pouvoir urticant des tentacules est relativement faible et n'est pas ressenti au niveau de nos mains, il est toutefois recommandé de bien se laver les mains après avoir manipulé une actinie car des cellules urticantes résiduelles sur la peau des mains peuvent constituer un risque de réaction allergique ou des sensations de brûlures sur certaines parties du corps plus sensibles comme les yeux ou la bouche par exemple.